# بنك الموارد
بنك الموارد (AM Bank S.A.L)، من المصارف المالية اللبنانية، تأسس عام 1980.

يملك البنك 18 فرعا في لبنان.